# 御手洗池 (岐阜市)

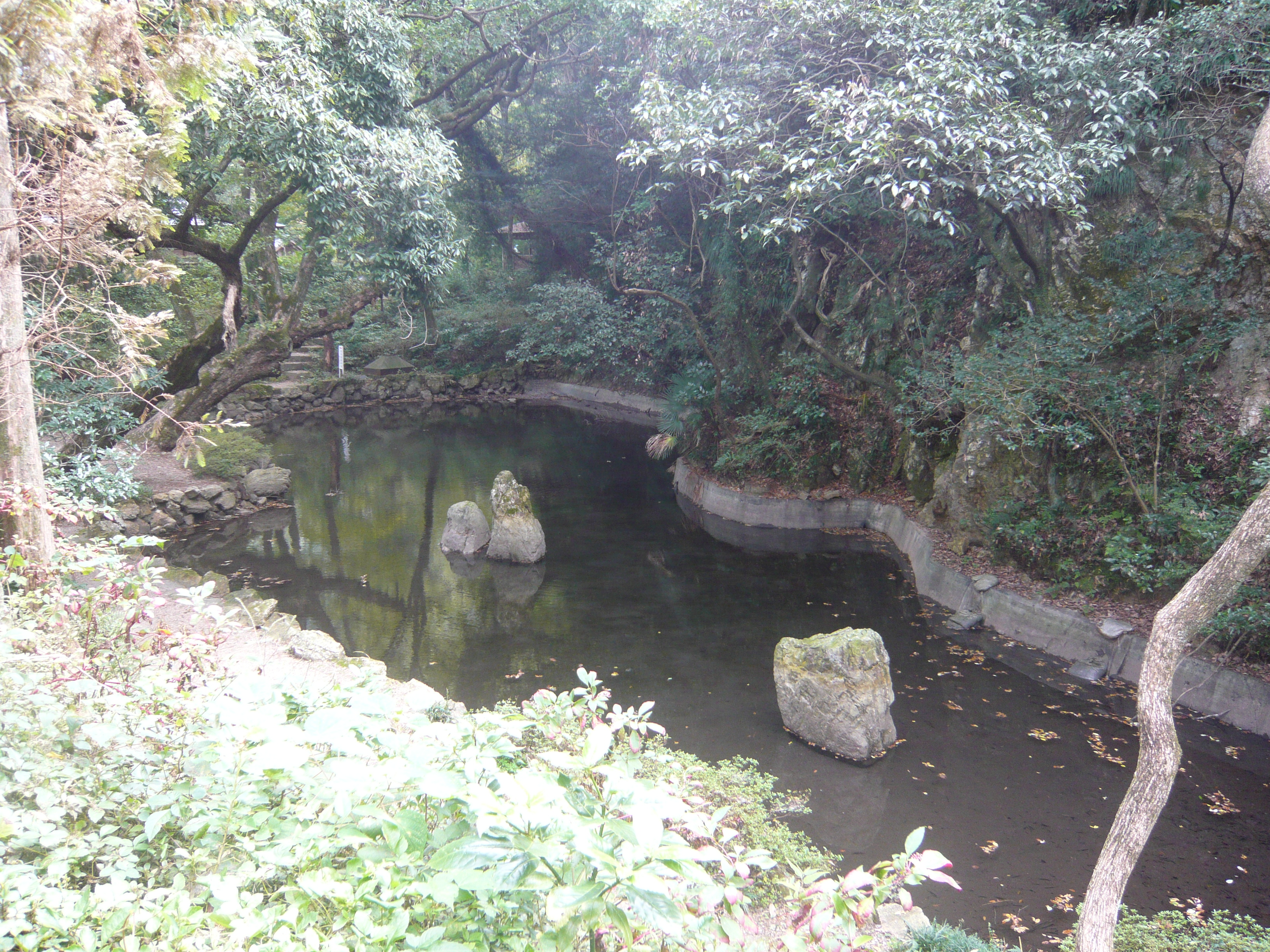
御手洗池

御手洗池（みたらしいけ）は、岐阜県岐阜市にある池である。岐阜公園の北東部、日中友好庭園と岐阜護國神社の間に位置する。
以前、この池の後方の山にあった伊奈波神社（金華山の丸山にあった）参拝の際、この池で手を洗っていたことからこの名が付いている。
慶長5年（1600年）岐阜城主であった織田秀信は石田三成を中心とする派に付き、関ヶ原の戦いの前哨戦で岐阜城に立てこもるが、徳川家康を中心とする派の福島正則や元岐阜城城主池田輝政らに攻められて落城した。その折に城を抜け出した大勢の奥女中がこの池の前で刺し違えたり池に身を投じて亡くなったといわれている。
また、この池にまつわる伝え話があり、釣り好きの子供がこの池で釣りをしていたら釣り針に女性の長い髪の毛が引っかかったという。また付近のカジカカエルが投身自殺をした女中たちの生まれ変わりとの伝え話もある。このカエルは小田の蛙として民謡「お婆」の中で謡われている他、池畔にある句碑でも謡われている。

## 周辺
- 岐阜公園
- 日中友好庭園
- 岐阜護國神社